# Jangga Dolok
Jangga Dolok is een bestuurslaag in het regentschap Toba Samosir van de provincie Noord-Sumatra, Indonesië. Jangga Dolok telt 413 inwoners (volkstelling 2010).